# Хронологија Народноослободилачке борбе фебруар 1942.
Хронолошки преглед важнијих догађаја везаних за Народноослободилачку борбу народа Југославије, који су се десили током фебруара месеца 1942. године:
| ← јануар · Хронологија Народноослободилачке борбе у 1942. години · март → |

### 2. фебруар
- У ослобођеној Фочи Централни комитет КПЈ и Врховни штаб НОП и ДВЈ издали два значајна документа за организацију и даљи развој народне власти — Задаци и устројство народноослободилачких одбора и Објашњења и упутства за рад НОО у ослобођеним крајевима. Ови документи познати су као „Фочански прописи”, а њихов аутор је Моша Пијаде.[1]

### 4. фебруар
- Јужно од Будве искрцала се из подморнице англо-југословенска мисија под називом Хидра, коју су сачињавали: мајор Теренс Атертон (енгл. Terence Atherton), подофицир Патрик Донован (енгл. Patrick O'Donovan) и радио-телеграфист, као и авијатичарски поручник бивше југословенске војске Радоје Недељковић. Мисију су јединице Ловћенског партизанског одреда прихватиле и допратиле до Главног штаба НОП одреда за Црну Гору и Боку, који се тада налазио у селу Гостиљу, код Подгорице.[2]

### 5. фебруар
- Отпочео напад четничко-недићевских, италијанских и муслиманских јединица на ослобођену територију између Лима и Увца, коју су бранили батаљони из Чачанског, Ужичког, Првог и Другог шумадијског одреда, као и Први и Други златарски и Милешевски партизански батаљон.[3]

### 7. фебруар
- У селу Косатица, код Пријепоља, четници заробили тројицу истакнутих партизана — Мишу Пантића, Љубу Мићића и Љубу Поповића. Они су одсели код једног домаћина, кога је Мићић познавао од пре рата, али их је он као симпатизер четника, одао и четници су их заробили на спавању. Лекара Мишу Пантића (1904—1942), који је био један од организатора устанка у ваљевском крају, четници су одмах убили и узели његов кожни капут, а Мићића и Поповића су одвели у Пријепоље и предали Италијанима. Потом су предати четницима Вучка Игњатовића и спроведени у Ужичку Пожегу. У току пута, Поповић је успео да побегне, а Мићић је у Пожеги осуђен на смрт и обешен 8. марта 1942. године.[4]

### 8. фебруар
- У манастиру Острог, код Никшића, од 8. до 9. фебруара одржана Скупштина црногорских и бокељских родољуба тзв. „Острошка скупштина“, на којој је присуствовало 65 делегата из читаве Црне Горе. Скупштина је одржана на иницијативу Покрајинског комитета КПЈ за Црну Гору и Боку, а на њој је донета „Резолуција“ и изабран Главни Народноослободилачки одбор Црне Горе и Боке, као и његов Извршни одбор.[2]

### 12. фебруар
- У току ноћи 12/13. фебруара у логору Црвени крст у Нишу избила побуна затвореника, који су напали стражаре и потом извршили бекство. Током обрачуна са стражарима погинуло је 11 стражара и 40 затвореника, а 102 затвореника су успела да побегну. Од групе побеглих затвореника, њих шесторица су поново ухваћена, док су остали — њих 96 успели да се сакрију или стигну до ослобођене територије. Велику помоћ бегунцима пружили су сељаци из околних села, који су их прихватали и скривали. У знак одмазде за бекство Немци су наредних дана стрељали 850 талаца. Ово је било једино масовно бекство из неког концентрационог логора у читавој окупираној Европи.[3]

### 13. фебруар
- Група диверзаната, предвођена Бошком Палковљевићем Пинкијем, минирала и срушила железнички мост на реци Босут, између села Моровића и Вишњићева.[3]

### 18. фебруар
- У селу Брусник, код Зајечара четници Косте Пећанца стрељали Бранка Перића (1913—1942), бившег команданта Крајинског партизанског одреда, који је заробљен у Жагубици, а након тога у Неготину осуђен на смрт. Смртна казна извршена је у Перићевом родном селу у присуству великог броја мештана. Након рата, проглашен је за народног хероја.[5]

### 20. фебруар
- Четници капетана Стевана Дамјановића Леке (са којима су партизани имали договор о ненападању) извршили изненадни напад на Штаб Мајевичког партизанског одреда у селу Вукосавци, на Мајевици, и убили тридесет бораца и чланова Штаба, међу којима су били — командант Иван Марковић Ирац (1909—1942) и политички комесар Одреда Фадил Јахић Шпанац (1910—1942), као и чланови Штаба — Албин Херљевић (1916—1942) и Перо Ћускић (1914—1942), народни хероји. Истог дана, четници су напали и једну чету Одреда и убили осам бораца, међу којима и Страхињу Митровића (1922—1942), народног хероја.[6][7][8][9][10][11]
- У току блокаде села Кумана, код Новог Бечеја, која је трајала од 13. до 25. фебруара, јаке немачке полицијске снаге, предвођене Јурајом Шпилером, командантом јавне безбедности за Банат, откриле укупне 32 базе, у којима су били базирани припадници Куманачко-меленачког партизанског одреда. У току акције је на лицу места убијено 18 људи, а ухапшено је око 200 људи, од којих је касније око 100 стрељано. Приликом претреса куће Љубинке Петровић, 20. фебруара, откривена је база у којој су се налазили Љубица Одаџић (1913—1942), члан Среског комитета КПЈ и инжењер Иван Кнежевић Цото (1910—1942), дугогодишњи члан КПЈ и диверзантски инструктор Одреда. Према ранијем договору, они су приликом откривања базе покушали да изврше самоубиство. Цото је успео у овој намери, али се у Љубицином пиштољу метак заглавио и она је ухапшена. Након хапшења, спроведена је у Велики Бечкерек, где је ислеђивана и мучена. Стрељана је 10. марта 1942. у Панчеву, заједно са 50 талаца, а после рата је проглашена за народног хероја.[12][13][14]

### 21. фебруар
- У ослобођеном Скендер Вакуфу, од 21. до 23. фебруара, одржана Прва обласна конференција КПЈ за Босанску крајину, коју је организовао Ђуро Пуцар Стари, секретар ОК КПЈ за Босанску крајину и члан ПК КПЈ за Босну и Херцеговину. Конференцији су присуствовали представници окружних, среских и месних партијских организација, команданти и политички комесари партизанских одреда, батаљона, чета, партијски радници са терена и др. Конференција је имала велики значај јер је на њој анализиран целокупан рад КПЈ и СКОЈ од почетка устанка у Босанској крајини, а током Конференције су дате и директиве за даље јачање и учвршћивање партизанских јединица, за проширивање базе устанка масовним укључивањем муслиманских маса у НОП, пооштрена је борба против шовинизма и четничке издаје и др. На Конференцији су пренети закључци са Покрајинског саветовања у Иванчићима и формиран нови Оперативни штаб НОП и ДВ за Босанску крајину у саставу — командант Коста Нађ, политички комесар Обрен Стишовић, начелник Штаба Младен Стојановић.[6][15]

### 22. фебруар
- У селу Тулежу, код Аранђеловца, група бораца Орашке партизанске чете упала у немачко-четничку заседу. У овој борби погинуло је 30 партизана. Међу погинулима је био и Светомир Младеновић Света (1916—1942), који је након рањавања извршио самоубиство, да не би био заробљен. После рата је био проглашен за народног хероја.[3][16]
- У селу Вукосавцима, код Лопара, у коме су 21. фебруара извршили ликвидацију Штаба Мајевичког партизанског одреда, четници убили др Росу Хаџивуковић (1912—1942), лекарку овог одреда.[17]

### 27. фебруар
- Јединице Личке групе партизанских одреда ослободиле Доњи Лапац. У овој борби заробљено је 150 италијанских војника и официра, док је њих 23 погинуло. Заплењена је и знатна количина оружја, муниције и другог ратног материјала. Партизани су имали 23 рањена и 14 погулих бораца, међу којима је био и командант Лапачког партизанског батаљона Стојан Матић (1915—1942), народни херој.[18][19]